# La font de la donzella
La font de la donzella (títol original en suec: Jungfrukällan, literalment en català: «La font de la verge») és una pel·lícula de violació i venjança sueca dirigida per Ingmar Bergman, estrenada el 1960. La pel·lícula s'inspira en una llegenda sueca del segle xiv sobre la història d'una família de pagesos grans i de la seva filla adolescent. Ha estat doblada al català.

## Argument
Karin és la filla única d'un ric camperol. És bonica i aviciada pels seus pares. S'encarrega de portar ciris a l'església que es troba lluny de la granja. Decideix fer camí amb Ingeri. Aquesta última maltractada, plena d'amargor, està embarassada d'un pare desconegut. Al límit d'un bosc, se separen. Karin continua el camí sola. Troba tres pastors en una clariana on decideix fer un àpat. El més gran convida Karin a compartir-lo amb ell i els seus dos germans. La noia, benèvola, accepta. Però l'ambient de l'àpat es fa cada vegada més violent. Els dos germans grans es llancen sobre ella. És violada i després assassinada sota la mirada d'Ingeri que contempla impotent l'escena.
Els tres germans recullen precipitadament les pertinences de la morta i fugen de l'escena del crim. Al vespre, demanen asil en una granja sense saber que es tracta de la dels pares de la seva víctima, molt inquiets de no veure-la tornar. Després de l'àpat, el gran proposa a la mestressa vendre-li el vestit de Karin. Reconeix de seguida la roba de la seva filla però fingeix acceptar l'intercanvi. Informa immediatament el seu marit, que decideix venjar-se. De camí, es creua amb Ingeri, que li explica tot. A trenc d'alba, armat amb el seu punyal, el granger mata els tres pastors.
Un cop consumada la venjança, tots els habitants de la granja parteixen a la recerca del cos. La troben jacent a la vora de l'aigua. El pare, boig de tristesa, interpel·la déu perquè el perdoni per haver fet la seva pròpia justícia i jura elevar una capella a l'indret on la seva noia jau morta. Quan el pare i la mare prenen el cos de la seva filla, una font sorgeix de l'indret on descansava el seu cap.

## Repartiment
- Birgitta Pettersson: Karin
- Gunnel Lindblom: Ingeri
- Max von Sydow: Töre
- Birgitta Valberg: Märeta
- Axel Düberg: pastor prim
- Tor Isedal: pastor mut
- Ove Porath: nen
- Allan Edwall: mendicant
- Oscar Ljung: Simon
- Gudrun Brost: Frieda
- Axel Slangus: guardià del pont
- Tor Borong: criat de la granja
- Leif Forstenberg: criat de la granja

## Comentaris
La pel·lícula es basa en un guió escrit per la novel·lista sueca Ulla Isaksson, que ja havia col·laborat com a guionista a Nära livet. Amb La font, fa l'adaptació d'un conte medieval conegut de la tradició sueca, titulat originalment «La noia de Töre a Vänge». L'angle que privilegia en el tractament d'aquesta balada i, per afermar-lo en la seva època, és la transició entre dues religions: el paganisme preexistent, d'una part, al qual substitueix progressivament el cristianisme, d'altra banda. Aquesta situació transitòria en efecte s'observa tot al llarg de la pel·lícula, en la qual els personatges oscil·len entre una i l'altre. Mentre la granja viu al ritme del ritual cristià (matines, benediccions...), el personatge d'Ingeri recorre a encantaments i sortilegis pagans. Igualment, Töre, el pare de la noia, es purifica abans de consumar la seva venjança.
Quan surt La font, Ingmar Bergman es troba al punt àlgid de la seva carrera. Els èxits d’El setè segell i de Maduixes silvestres han alimentat moltes expectatives malgrat que la seva pel·lícula precedent, Ansiktet, ha decebut força. L'acollida de La font és ambigua, ja que malgrat guanyar l'Oscar a la millor pel·lícula de parla no anglesa, la pel·lícula ha estat sovint considerada com una obra menor en la carrera del cineasta. Es retreu essencialment al cineasta haver assegurat una actuació d'ordre tècnic i de ser confús el seu propòsit. S'afegeix una polèmica al voltant de l'escena de la violació. Un diari suec formula públicament la pregunta de si aquesta escena era necessària, a la qual els lectors responen majoritàriament «no». Quant a la mateixa posició del cineasta, evoluciona amb el pas del temps. Declara en principi que aquesta pel·lícula és una de les seves preferides per finalment considerar-la com una pàl·lida còpia del director japonès Akira Kurosawa.